# Canto do Rio FC
Canto do Rio Foot-Ball Club jest brazylijskim klubem piłkarskim z siedzibą w Niterói w stanie Rio de Janeiro. 

## Historia
Canto do Rio Foot-Ball Club został założony 14 listopada 1913. Klub na początku swojego miał status amatorski i występował w rozgrywkach amatorskich. W 1940 klub uzyskał status zawodowy. W latach 1941–1964 klub nieprzerwanie występował w I lidze stanowej, zajmując głównie miejsca w dolnych rejonach tabeli. 
Najlepszym miejscem w lidze stanowej był szóste w 1944. Największym sukcesem w historii Canto do Rio było wygranie rozgrywek Torneio Início do Rio de Janeiro. W ciągu 24 lat Canto do Rio rozegrało w lidze stanowej 496 meczów, 93 wygrywając, 81 remisując i 322 przegrywając. Po spadku z I ligi w 1964 klub głównie występuje w III lidze stanowej, okazyjnie w II. 
Najsłynniejszym piłkarzem Canto do Rio był Gérson, który rozpoczął w nim karierę w 1958.

## Sukcesy
- Torneio Início do Rio de Janeiro (1): 1953

## Reprezentanci Brazylii w klubie
| - Gérson (1958) - grał tylko w juniorach - Heitor Canalli (1941) - Manoel de Aguiar Fagundes (1935-1939) - José Perácio (1950-1951) - Orlando Pingo de Ouro (1956-1957) - Osvaldo Baliza (1959-1960) - Waldo Machado da Silva (1954?) | - Ely do Amparo (1940-1945) - Alfredo de Souza (?-1963) - Néstor Alves da Silva (1946) - Ipojucan Lins de Araujo (?) - Veludo (1956) - Ary de Souza (1956-1959) - Adésio Alves Machado (1958) repr. olimp. |

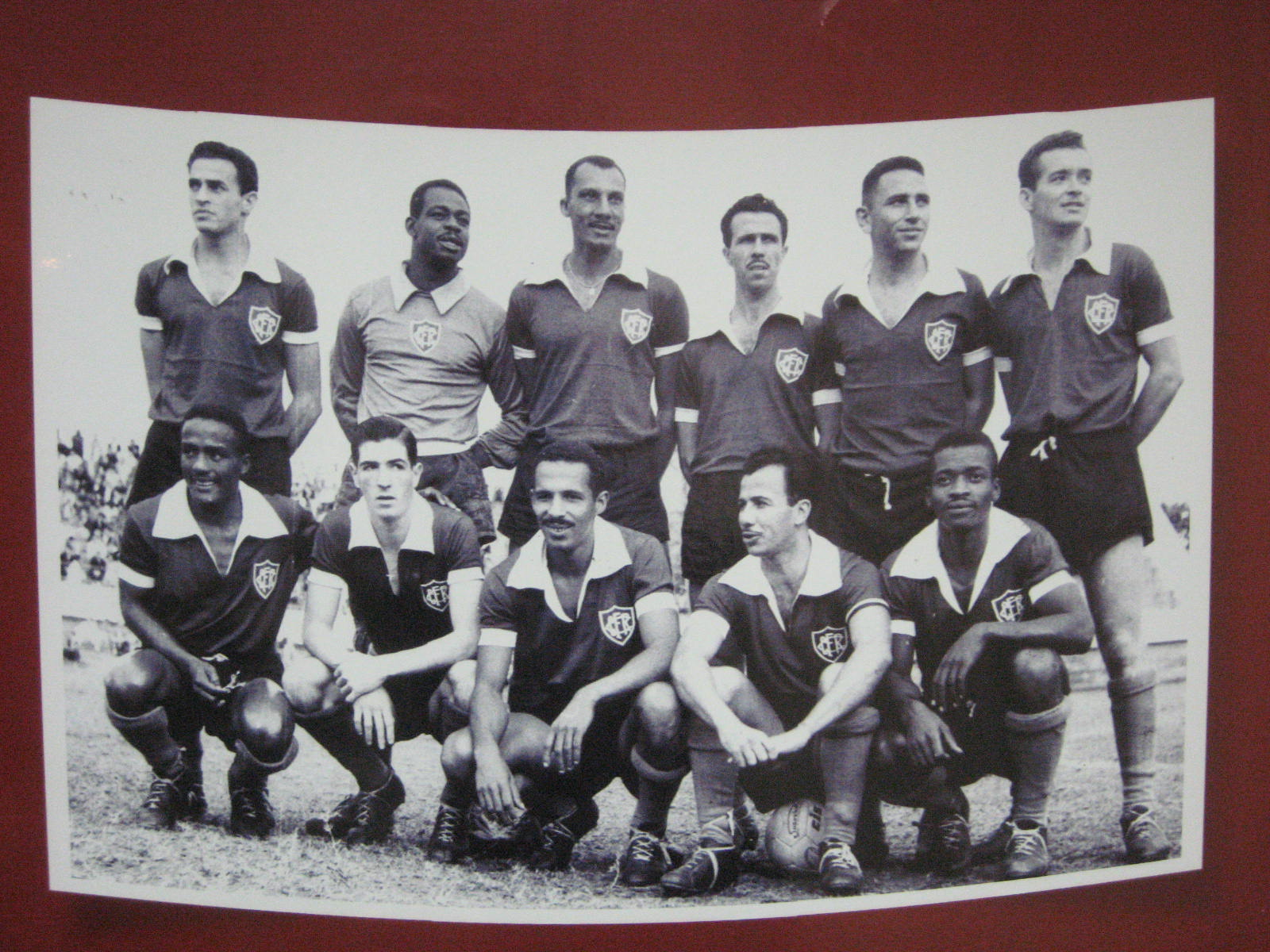
Canto do Rio na początku lat 50.

## Trenerzy
- Antőnio Ferreira (1959)
- Zezé Moreira (lata 80.)